# Alter-globalizzazione

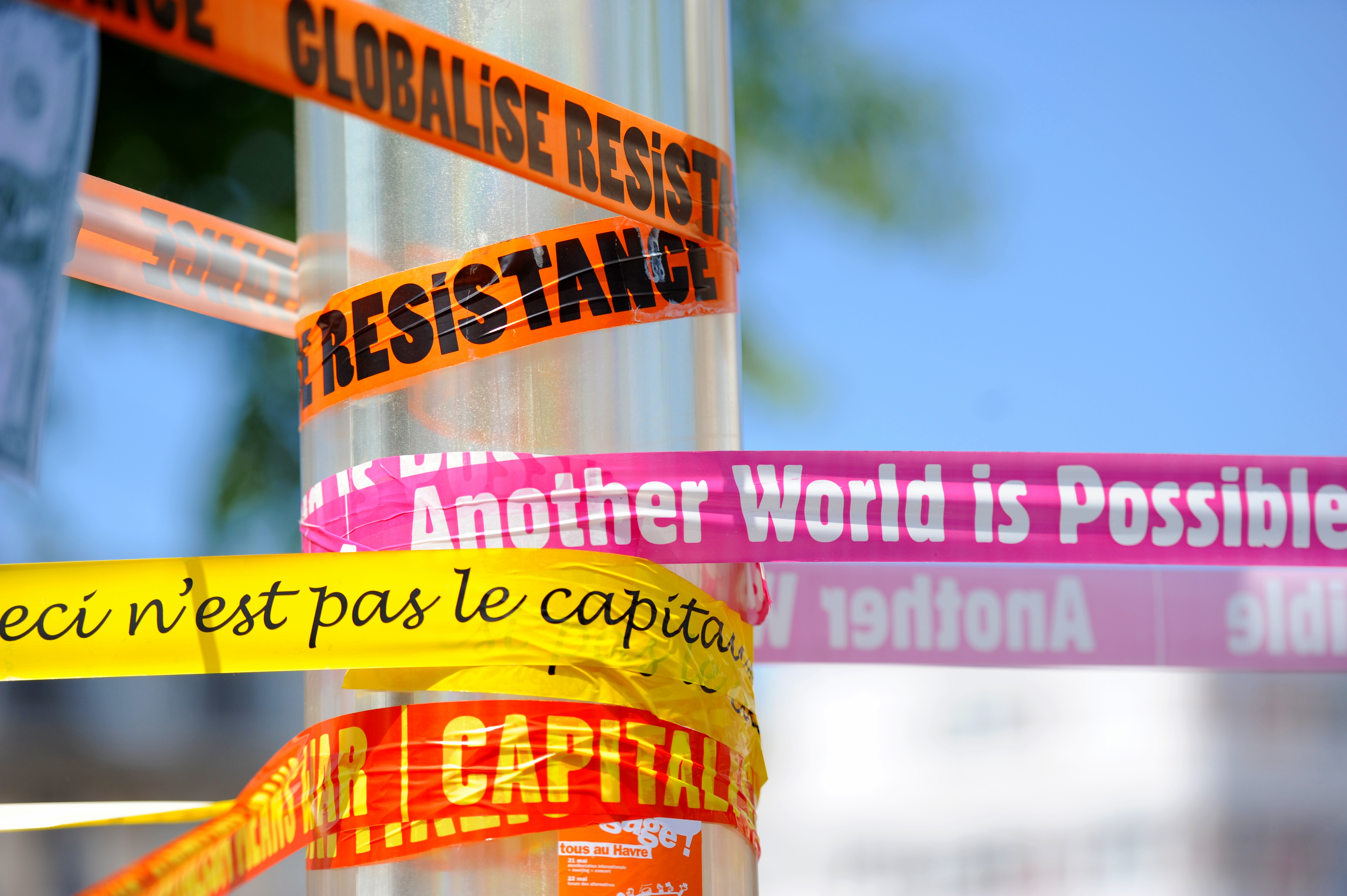
Slogan alter-globalisti durante le proteste al G8 del 2011 in Francia

Alter-globalizzazione, a cui ci si riferisce anche con i termini globalizzazione alternativa ed alter-mondializzazione, è un concetto sviluppato per definire una forma di globalizzazione diversa da quella portata avanti da enti come l'Organizzazione mondiale del commercio e dalle grandi multinazionali. La alter-globalizzazione, pur sostenendo la necessità e l'inevitabilità della globalizzazione, mette in discussione i presunti effetti negativi che questo processo comporta, cercando di salvaguardare i valori umani come la tutela ambientale e climatica, la giustizia economica, il diritto del lavoro, la protezione delle culture indigene, la pace e le libertà civili. Questa visione viene spesso collegato al movimento per la giustizia globale, i cui sostenitori supportano la cooperazione e l'interazione globale sulla base di questi valori.
La alter-globalizzazione si distingue poi dalla anti-globalizzazione che si oppone alla globalizzazione tramite politiche di difesa conservatrice della sovranità nazionale, utilizzando spesso le forme degenerative proprie del sovranismo. Il nome "alter-globalizzazione" potrebbe esser derivato dallo slogan "Un altro mondo è possibile", rilanciato con grande popolarità al World Social Forum..
Il movimento per una globalizzazione alternativa è un movimento di cooperazione, "progettato per contrastare le conseguenze negative a livello economico, politico, sociale, culturale ed ecologico della globalizzazione neoliberista". 
Molti alter-globalisti cercano di evitare "il disallestimento delle economie locali e le disastrose conseguenze umanitarie", vedendo il loro movimento come un'alternativa a quella che chiamano globalizzazione neo-liberista in cui le istituzioni internazionali (Organizzazione mondiale del commercio, Banca Mondiale, Fondo Monetario Internazionale, ecc.) e le grandi corporazioni si dedicano ad arricchire il mondo sviluppato dando poca o nessuna attenzione agli effetti dannosi delle loro azioni sulle persone e gli ambienti dei Paesi meno sviluppati. Questo aspetto non deve essere confuso con il concetto di internazionalismo proletario sostenuto dal comunismo in quanto l'alter-globalismo non si oppone necessariamente al libero mercato, ma a un sottoinsieme di pratiche di quest'ultimo, caratterizzate da comportamenti e politiche economiche che spesso portano a violazioni dei diritti umani delle diverse popolazioni nel mondo